# Aéroport de Göteborg-City
Pour les articles homonymes, voir Aéroport de Göteborg.
L'aéroport de Göteborg City (en suédois : Göteborg City Airport) était un aéroport international à 14 km du centre de Göteborg, en Suède, sur l'île de Hisingen. Cet aéroport était utilisé principalement par des compagnies à bas prix telles que Ryanair et Wizz Air. Cependant, il s'agit d'un aéroport relativement très proche du centre-ville (même plus proche que l'aéroport principal Landvetter).
L'aéroport est fermé depuis le 10 janvier 2015. Le coût de réfection de la piste était trop important, celle-ci ayant été endommagée par les nombreux avions de ligne s'y posant. L'aéroport reste néanmoins ouvert aux plus petits appareils. On y trouve le siège social de l'entreprise Heart Aerospace, qui développe des avions électriques.

## Statistiques
Pour des raisons techniques, il est temporairement impossible d'afficher le graphique qui aurait dû être présenté ici.

Voir la requête brute et les sources sur Wikidata.

## Compagnies aériennes et destinations
- Gotlandsflyg gérée par Braathens Regional (fin le 10 janvier 2015)
- Ryanair (fin le 10 janvier 2015)
- Wizz Air (fin le 10 janvier 2015)

## Accès
Les Flygbussarna effectuent la navette entre l'aéroport et Nils Ericson Terminalen en 25 minutes. Sur la route à la sortie de l'aéroport, on trouve également l'arrêt du bus Säve flygplats no 36  du réseau de transports en commun Västtrafik de la ville de Göteborg.